# Thomas André Ødegaard
Pour les articles homonymes, voir Odegaard.
Thomas André Ødegaard est un ancien footballeur norvégien né le 12 février 1971 à Drammen qui évoluait au poste de gardien de but.

## Biographie
Ødegaard commence sa carrière à Konnerud, Drafn et Glassverket IF avant de rejoindre Strømsgodset IF en 1993. Il passe trois saisons au club avant de s'engager à Rosenborg, puis, une saison plus tard, au Viking FK. Il quitte le club sans y avoir joué le moindre match en 1998 afin de retourner à Strømsgodset, mais son passage est bref puisqu'il s'engage au FK Lyn un an plus tard. Il fait ses débuts pour l'équipe de 18 avril 1999 lors d'une victoire 4 à 1 face à Clausenengen FK. L'année suivante, il contribue largement à la promotion de Lyn en première division norvégienne.
En 2004, il revient pour la troisième fois à Strømsgodset IF, où il joue durant trois saisons avant de prendre sa retraite en 2006 et d'être engagé comme entraîneur des gardiens, restant malgré tout à disposition de l'équipe en tant que gardien remplaçant durant de nombreuses années.

## Palmarès
Avec Rosenborg :
- Vainqueur de la Tippeligaen en 1995, 1996 et 1997[3]

Avec Strømsgodset IF :
- Vainqueur de la Tippeligaen en 2013[3]